# رالف سامبسون
رالف سامبسون (بالإنجليزية: Ralph Sampson) مواليد 7 يوليو 1960 في هاريسونبورغ، هو لاعب كرة سلة أمريكي سابق أصبح مدرباً بدأ مسيرته الاحترافية في سنة 1983. يبلغ طوله 7 قدم 4 بوصة (2.2 م). اعتزل اللعب في 1995.

## فرق لعب لها
- هيوستن روكتس
- غولدن ستايت ووريورز
- سكرامنتو كينغز
- واشنطن ويزاردز
- بالونكيستو مالقا

## روابط خارجية
- رالف سامبسون على موقع IMDb (الإنجليزية)
- رالف سامبسون على موقع إن إن دي بي (الإنجليزية)
- رالف سامبسون على موقع إن بي أي (الإنجليزية)
- رالف سامبسون على موقع سبورتس رفرنس (الإنجليزية)
- رالف سامبسون على موقع الدوري الإسباني لكرة السلة (الإسبانية)
- رالف سامبسون على موقع كلية كرة السلة في سبورتس رفرنس.كوم (الإنجليزية)
- رالف سامبسون على موقع ريلجم (الإنجليزية)
- رالف سامبسون على موقع بروبوليرز (الإنجليزية)
- رالف سامبسون على موقع قاعة المشاهير الجامعة الوطنية لكرة السلة (الإنجليزية)
- رالف سامبسون على موقع سبورتس رفرنس (الإنجليزية)
- رالف سامبسون على موقع سبورتس رفرنس (الإنجليزية)
- رالف سامبسون على موقع قاعة فرجينيا للمشاهير الرياضية (الإنجليزية)